# Обыкновенная пищуха
Обыкновенная пищуха (лат. Certhia familiaris) — маленькая птица из отряда воробьинообразных, представитель рода Пищухи. Имеет изогнутый клюв, фигурные коричневые надкрылья, белые подкрылья. Жёсткие хвостовые перья помогают взбираться вверх по стволам деревьев. Значительно отличается от сходного вида короткопалой пищухи (Certhia brachydactyla) по пению.
Обыкновенная пищуха имеет около девяти подвидов, которые свободно скрещиваются на территории Евразии. Подвиды обитают в лесах разных типов, в то время как сходный вид Certhia brachydactyla обитает обычно в хвойных лесах и на более высоких широтах. Обыкновенная пищуха гнездится в щелях коры деревьев. Самки обычно откладывают пять или шесть крапчатых розовых яиц.

## Описание
Все подвиды обыкновенной пищухи довольно похожи внешне: небольшие птицы с пёстро-пятнистым оперением верхней части тела, рыжеватым охвостьем и серовато-белой окраской брюха. Клюв относительно длинный, изогнутый книзу; длинные и жёсткие хвостовые перья помогают удерживаться вертикально на стволах деревьев. Песня — мелодичный свист, с коротким «вет» на конце, зов — высокотональный «циит».
Ареал обыкновенной пищухи накладывается на ареалы некоторых других видов рода, что может вызвать проблемы с видовым определением на ряде территорий. На территории Европы обыкновенная пищуха на большей части территории сосуществует с короткопалой пищухой. По сравнению с последним видом обыкновенная пищуха имеет светлую нижнюю часть тела, более яркую и пеструю верхнюю часть, светлые брови (supercilium) и покороче клюв. Визуальная идентификация, тем не менее, является достаточно сложной даже для пойманных в ловушки птиц. Гораздо легче различить эти два вида по их пению, но, по некоторым наблюдениям, оба вида иногда могут издавать пение, характерное для них обоих.
Три гималайских подвида пищухи обыкновенной в последнее время часто выделяются в отдельный вид — пищуха Ходжсона (Certhia hodgsoni), но, если относить их к пищухе обыкновенной, то основными признаками, которые отличают её от трёх других южно-азиатских видов рода, будут такие: равномерная окраска хвоста, в отличие от пищухи гималайской (Certhia himalayana); белёсое горло, в отличие от пищухи коричневогорлой (Certhia discolor); и тёмные бока, в отличие от непальской пищухи (Certhia nipalensis).
Североамериканская коричневая пищуха (Certhia americana) очень похожа на обыкновенную снаружи, в Европе никогда не наблюдалась, но в период осенних перелетов её очень трудно отличить от пищухи обыкновенной, особенно учитывая то, что в этот период она практически не поёт.

## Систематика
Вид обыкновенная пищуха был впервые описан Карлом Линнеем в его монографии Systema naturae в 1758 году. Латинское название вида происходит от греч. kerthios, малой птицы, обитающей в деревьях, описанной Аристотелем и лат. familiaris, обыкновенный.
По данным базы Международного союза орнитологов в составе вида Certhia familiaris выделяют 10 подвидов, все подвиды сходны морфологически и свободно скрещиваются:
| Подвиды                              | Ареал                                                                               | Примечания                                                                   |
| ------------------------------------ | ----------------------------------------------------------------------------------- | ---------------------------------------------------------------------------- |
| C. f. britannica Ridgway, 1882       | Великобритания и Ирландия                                                           | Ирландские пищухи темнее британских                                          |
| C. f. macrodactyla Brehm, CL, 1831   | Западная и центральная Европа                                                       | Окрас темнее сверху и белее внизу, чем у британской формы                    |
| C. f. corsa Hartert, EJO, 1905       | остров Корсика                                                                      | Нижняя и верхняя часть боков более контрастны, чем у C. f. macrodactyla      |
| C. f. familiaris Linnaeus, 1758      | Северная и восточная Европа                                                         | Номинативный подвид. Окрас темнее снизу, чем у C. f. macrodactyla, белый низ |
| C. f. daurica Domaniewski, 1922      | Юг и юго-восток Сибири, север Казахстана, север Японии, Корея и северо-восток Китая | Окрас более тёмный и более серый, чем у обычной формы                        |
| C. f. caucasica Buturlin, 1907       | Север Турции, Кавказ                                                                |                                                                              |
| C. f. persica Zarudny & Loudon, 1905 | Юго-восток Азербайджана и север Ирана                                               | Тусклая и менее рыжая, чем обычная форма                                     |
| C. f. bianchii Hartert, EJO, 1905    | Север и центр Китая                                                                 |                                                                              |
| C. f. tianchanica Hartert, EJO, 1905 | Юго-восток Казахстана, Кыргызстан, северо-запад Китая                               | Более тёмная и более рыжая, чем обычная форма                                |
| C. f. japonica Hartert, EJO, 1897    | Юг Японии                                                                           | Более тёмная и более рыжая, чем C. f. daurica                                |

## Распространение
Обыкновенная пищуха является широко распространённым представителем рода; гнездится в лесах умеренного климатического пояса практически на всей Евразии от Ирландии до Японии, её общий ареал имеет площадь около 10 млн км2. Эта птица предпочитает старые деревья и, в большей части Европы, где её ареал накладывается на ареал короткопалой пищухи, обитает в хвойных лесах, особенно в зарослях ели и пихты; тем не менее, на территориях, где этот вид является единственной пищухой, например в европейской части России и на Британских островах, он предпочитает хвойным широколиственные и смешанные леса.
Обыкновенная пищуха гнездится на уровне моря в северной части ареала, на юге гнездование характеризуется большими высотами. В Пиренеях нижней границей гнездования служит изолиния 1370 метров, в Китае — 400—2100 метров, в южной Японии — 1065—2135 метров. Территория гнездования ограничена изотермами июля 14—16 °C и 23—24 °C.
Обыкновенная пищуха является оседлой птицей в западной и южной частях ареала, но некоторые северные птицы зимой перелетают на юг, а особи, гнездящиеся в горах, часто с наступлением холодов спускаются на меньшие высоты. Зимние миграции и расселения молодых птиц приводят к наблюдаемым залётам пищухи за пределы устоявшегося ареала. Зимние мигранты азиатских подвидов отмечены в Южной Корее и южном Китае, а номинативный подвид наблюдался на запад от своего постоянного ареала — до Оркнейских островов и Шотландии. Также наблюдались залёты обыкновенной пищухи на Нормандские острова (где постоянная популяция существует только у пищухи короткопалой), на Майорку и Фарерские острова.

## Охранный статус
Этот вид имеет очень большой ареал (площадь около 10 миллионов квадратных километров) и многочисленную популяцию: только численность пищухи обыкновенной в Европе оценивается в 11—20 миллионов особей. Тенденции изменения численности вида не описаны, но, судя по всему, он не находится под угрозой исчезновения согласно критериям Красной книги (сокращение численности популяции на 30 % в течение 10 лет или трех поколений).
Птица встречается довольно часто практически на всей территории распространения, кроме северной границы ареала, где она относительно редка ввиду слишком холодной для неё зимы, особенно если питанию мешает образование льда на стволах деревьев. Также эта птица является относительно редкой в Турции и на Кавказе. Западной границей ареала являются Внешние Гебриды (Шотландия) и Норвегия. Первый случай размножения в Нидерландах зарегистрирован в 1993 году.

## Образ жизни

### Размножение

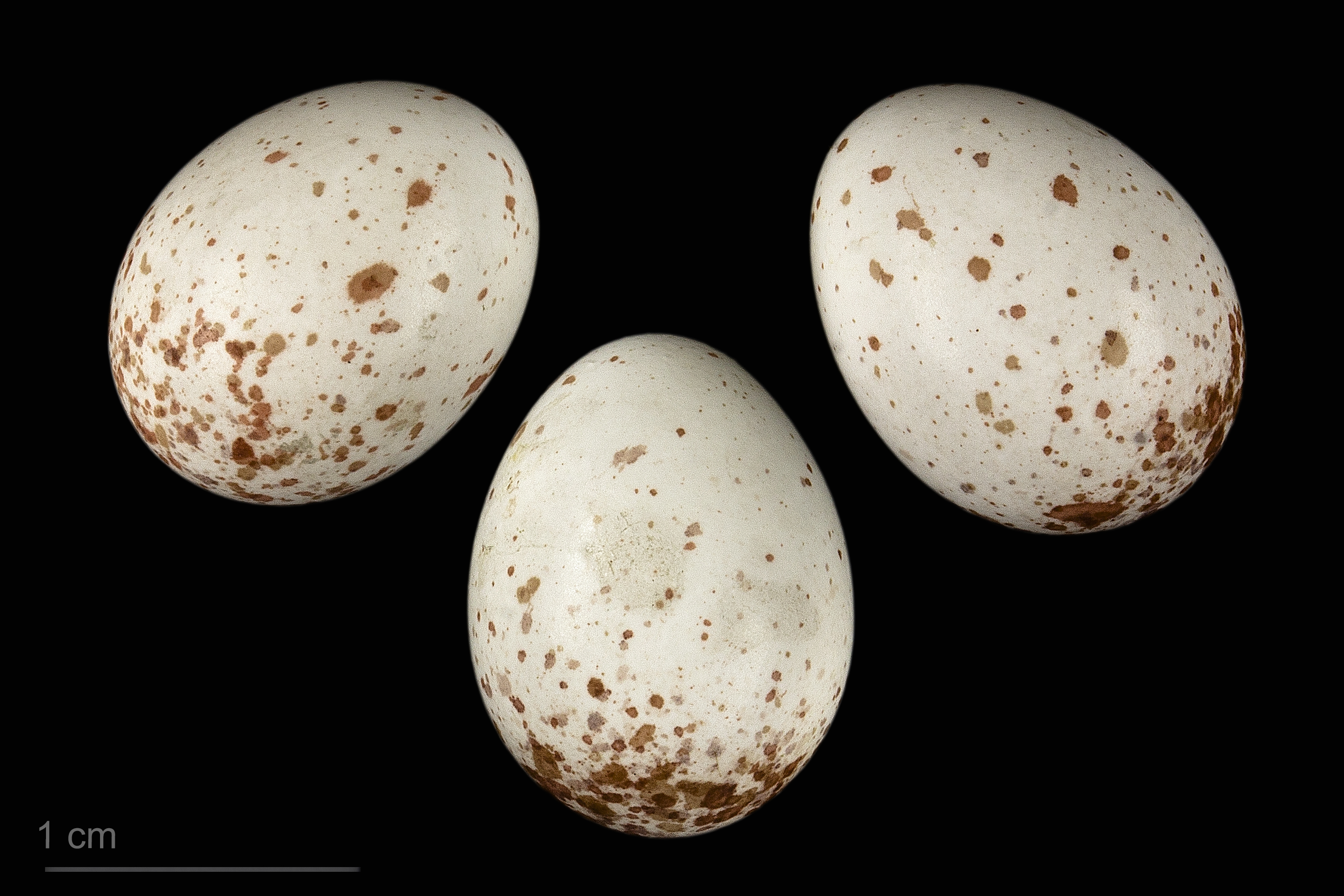
яйцо Certhia familiaris macrodactyla - Тулузский музеум

Обыкновенная пищуха начинает размножаться в возрасте одного года, делая гнёзда в дуплах, трещинах деревьев или под корой старого дерева (берёза, осина, липа). В местах, где был акклиматизирован американский секвойядендрон, это дерево является излюбленным гнездовым объектом, потому что в его мягкой коре легко образуются пустоты. Иногда для гнездования используются трещины в зданиях, стенах и искусственные гнездовья. Пытается делать гнездо невысоко от земли — от 0,5 до 4 метров. Нижняя часть гнезда — рыхлая основа, состоящая из тонких веточек и кусочков коры. Стенки гнезда — из травы, волокна дерева, узких листочков, смешанных с кусочками коры, древесины, мха. Подстилка сделана из мелкого пера, паутины, коконов, шерсти, лишайников. Гнездо имеет приплюснутую форму размером 6—8 см в ширину и 8—20 см высотой. Иногда пищухи делают за лето две кладки.
В Европе типичная кладка насчитывает 5—6 яиц, откладываемых от марта до июня, в Японии — с мая до июля.

### Естественные враги
Естественными врагами пищухи, которые особенно опасны для кладочных и нелетающих птенцов, являются большой пестрый дятел (Dendrocopos major), белки обоих видов, встречающихся в Европе (обыкновенная и каролинская), и мелкие куньи. Потери от хищников примерно в три раза больше в неоднородных лесах, рассеченных вырубками и полянами, чем в плотных массивах (32,4 % и 12,0 % соответственно). Потери от хищников растут в старых лесных массивах и вблизи сельскохозяйственных объектов, вероятно из-за повышенной плотности популяций мелких куньих в таких местах. Процент выживания молодняка доподлинно неизвестен, но из взрослых птиц выживают 47,7 % каждый последующий год.
Типичная продолжительность жизни в природе — два года, максимальная зарегистрированная продолжительность жизни — восемь лет и 10 месяцев .

### Питание
Питается преимущественно насекомыми, но также и другими беспозвоночными — птица прыгает по стволам деревьев снизу вверх по спирали. В питании преобладают яйца насекомых и пауков, куколки и малоподвижные личинки, которых птица извлекает даже из узких и глубоких щелей. Закончив осмотр дерева, она перелетает на низ другого. В отличие от поползня, никогда не спускается по деревьям вниз головой. Хотя в большинстве случаев питание наблюдается на деревьях, также оно возможно и на стенах, а также на земле, особенно среди опавших иголок хвойных деревьев; в холодные зимы обыкновенная пищуха может добавлять к своему питанию некоторое количество семян хвойных пород.
Самки обыкновенной пищухи питаются преимущественно на верхней части ствола, в то время как самцы — на нижней. Исследование, проведённое в Финляндии, показало, что при отсутствии самца одинокая самка питается на меньшей высоте, тратит меньше времени на каждое дерево и имеет более короткие питательные периоды, чем самка, имеющая пару.
Пищуха зимой время от времени может присоединяться к межвидовым кормовым стаям, но при этом не присоединяется к поеданию корма, найденного синицами или корольками, а лишь использует преимущества безопасной среды в стае (благодаря плотному наблюдению за обстановкой). Финские исследователи доказали, что в местах, где питаются большие группы муравьёв, численность беспозвоночных, пригодных для питания пищуг, существенно уменьшается, следовательно, лесные муравьи являются пищевым конкурентом этих птиц.

### Поведение
Обыкновенная пищуха — небольшая лесная птица с камуфлирующим оперением и негромким пением, благодаря чему легко остаётся незамеченной. Характерным для неё движением являются мышеподобные передвижения короткими рывками вертикально по стволам и толстым ветвям деревьев, с использованием длинного жёсткого хвоста и широко разведённых ног в качестве треугольника опоры. Тем не менее, эта птица не очень осторожна и часто не обращает внимания на присутствие человека. Для неё характерен неровный пульсирующий полёт, в котором чередуются бабочковидная серия взмахов крыльями со скольжением на крыле и падениями. Мигрирующие птицы могут лететь днем и ночью, но общий объём миграции обычно маскируется благодаря наличию местных оседлых популяций. Эта птица зимой ведёт одиночный образ жизни, но в холодную погоду в хорошем убежище могут формироваться стаи, насчитывающие один-два десятка пищух.